# ポート・ウィリアム (スコットランド)

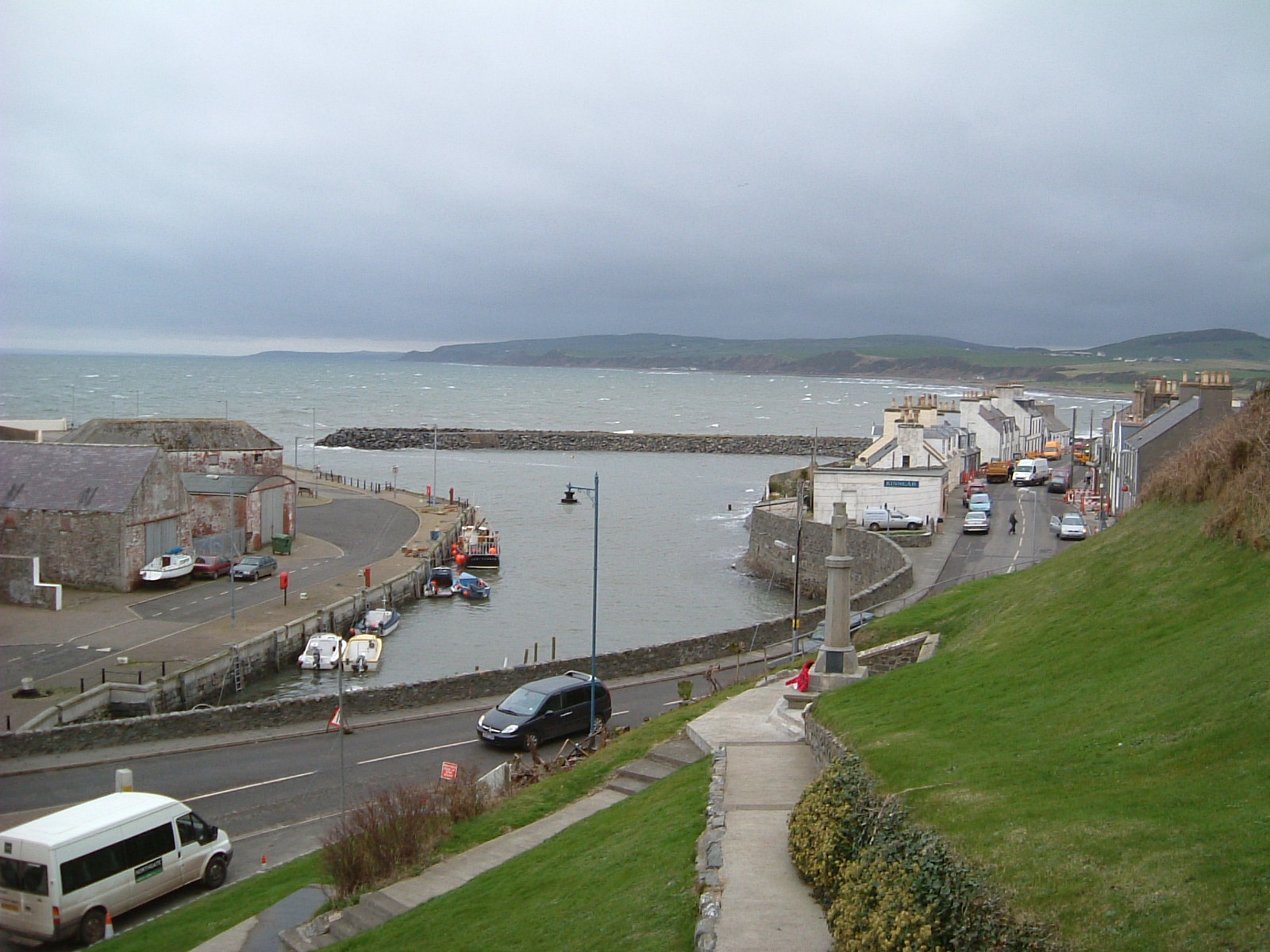
ポート・ウィリアム・ハーバーの眺め。

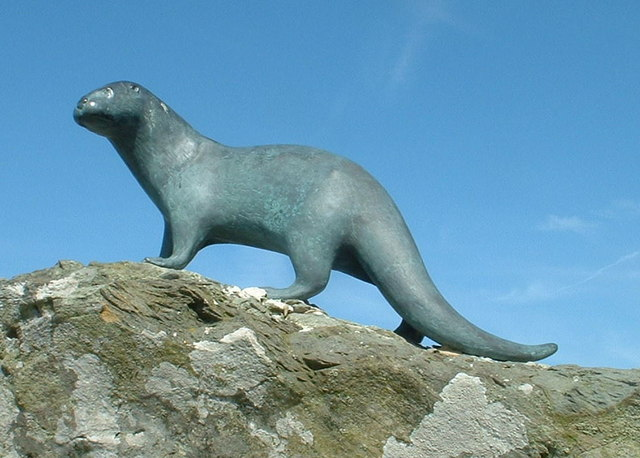
ルース湾を見下ろす、ギャヴィン・マックスウェル記念碑の「マックスウェルのカワウソ (Maxwell's Otter)」。

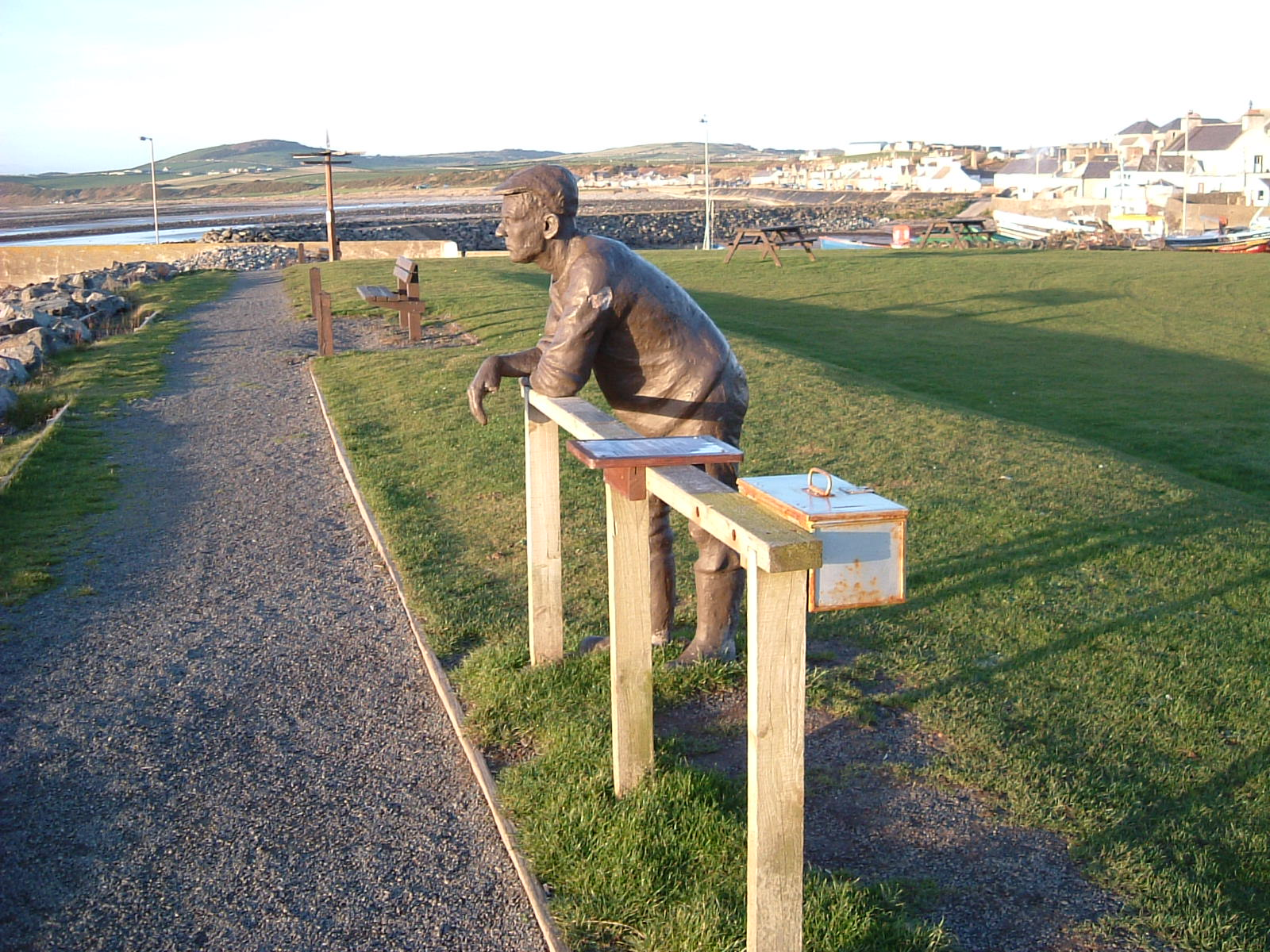
1999年にアンドリュー・ブラウン (Andrew Brown) が制作し、モークラムの海岸に面して設置された漁師のブロンズ像。

ポート・ウィリアム (Port William) は、スコットランド南西部ダンフリース・アンド・ガロウェイのウィグタウンシャーにあるモークラム小教区内に所在する。人口460人の漁村。周りは、エルリグ、モークラム、モンリースのハムレット（小村）に囲まれている。ポート・ウィリアムは、ストランラールの町から23マイル（およそ37キロメートル）東、ルース湾に面した位置にある。対岸には、スコットランド本土の南端にあたるガロウェイ岬が見え、晴れた日にはマン島やアイルランド島も見える。
もともとこの地にあった集落は、キラントラエ (Killantrae) といい、ゲール語で「浜辺の教会」という意味であったが、おそらくは4世紀末に近傍のウィソーンに聖ニニアンが到着した後、程なくして創建されたものと思われている。
指定建造物A類となっているモンリース・ハウスは、ジョージアン様式のマンションで、村野東方1.5キロメートル (0.93 mi)に位置している。